# Mark Bagley
Mark Bagley (Frankfurt am Main, 7 augustus 1957) is een in Duitsland geboren Amerikaanse comic-tekenaar. Hij begon met kleinschalig werk voor Marvel Comics als beloning voor het winnen van een tekenwedstrijd, maar groeide vervolgens uit tot een van de sleutelartiesten op verschillende Spider-Man-titels. Zijn samenwerking met Brian Michael Bendis aan Ultimate Spider-Man #1 tot en met #111 is daarbij de langste samenwerking ooit van een schrijver/tekenaar-duo dat aan een Marvel-serie werkte.

## Carrière
In 1983 organiseerde de toenmalige directeur van Marvel Comics - Jim Shooter - een tekenwedstrijd door middel van de uitgave van het zogenaamde Marvel Try-out Book. Dit was een incomplete comic die door deelnemers afgemaakt kon worden, om deze vervolgens naar Marvel op te sturen. De destijds 27-jarige Bagley, dan al woonachtig in Florida, nam hieraan deel en won. De hoofdprijs was een betaalde baan als tekenaar voor Marvel Comics.
Na verschillende kleinschalige taken werd Bagley in 1990 de vaste tekenaar van de op dat moment nieuwe titel New Warriors. De serie sloeg aan, waardoor Marvel in 1991 Bagley een kans gaf om te werken aan The Amazing Spider-Man, nadat Erik Larsen hiermee stopte. Dit was Bagleys meest verantwoordelijke baan als tekenaar tot dan toe, want de titel was een van de paradepaardjes van de uitgeverij. De tekenaar stelde niet teleur en mocht aanblijven tot en met 1996. Samen met schrijver David Michelinie bedacht hij in die tijd onder andere het personage Carnage, dat hij in #360 voor het eerst opvoerde als 'afstammeling' van Venom.
Na bijna zes volle jaren Spider-Man getekend te hebben, wilde Bagley eens wat anders. Marvel ging akkoord en liet hem samen met schrijver Kurt Busiek een nieuwe titel beginnen, Thunderbolts, over een team 'superhelden' voornamelijk bestaand uit voormalige kwaadwillenden. Bagley tekende hiervan uiteindelijk vijftig nummers (1997–2001), waarop Marvel een nieuwe Spider-Man serie lanceerde en Bagley overhaalde opnieuw het personage waar hij mee vergroeid was onder zijn hoede te nemen. In Ultimate Spider-Man kreeg hij daarop samen met schrijver Bendis de kans de geschiedenis van Peter Parker en zijn alter ego te herschrijven, op cruciale momenten te wijzigen en verder uit te diepen. Deze serie werd uitgevonden als losstaand naast de reguliere Spider-Man titels. Marvel hoopte met Ultimate Spider-Man nieuwe lezers aan te trekken, die de inmiddels tientallen jaren oude geschiedenis van de reguliere titels te ingewikkeld vonden geworden om nog in te stappen. De gok pakte dermate goed uit dat Bagley en Bendis samen een recordreeks konden neerzetten.